# Anton Ternovšek
Anton Ternovšek, slovenski kipar, deloval v 18. stoletju.
Anton Ternovšek (tudi Ternouscheg) je leta 1748 napravil kip sv. Janeza Nepomuka za kamnito znamenje ob mostu pri Muti.